# 安徽河流列表
安徽河流列表，列舉全部或部分在安徽省境內的河流，並依照流域排列；支流則由河口至源頭排序。

## 錢塘江水系
- 錢塘江
  - 富春江
    - 分水江
      - 天目溪：跨省河流，下游位於浙江境內。

    - 新安江：跨省河流，下游位於浙江境內。
      - 率水

## 長江水系
- 長江：跨省河流。
  - 滁河：跨省河流，下游位於江蘇境內。
  - 水陽江
  - 裕溪河
    - 巢湖
      - 豐樂河

  - 青弋江
    - 徽水
    - 舒溪

  - 秋浦河
  - 皖河
    - 潜水
    - 太湖河
    - 皖水

  - 鄱陽湖
    - 鄱江
      - 昌江-南寧河：跨省河流，下游稱昌江，位於江西境內。

## 淮河水系
- 淮河：跨省河流。
  - 濉河：跨省河流，中游兩度成為安徽、江蘇界河，下游位於江蘇境內。
    - 唐河
    - 奎河：跨省河流，上游位於江蘇境內。

  - 新汴河
  - 懷洪新河
    - 新汴河
    - 沱河：跨省河流，上游位於河南境內。
    - 澮河
      - 東沙河：跨省河流，上游位於河南境內。
      - 包河：跨省河流，上游位於河南境內。

    - 澥河
    - 北淝河

  - 渦河：跨省河流，上游位於河南境內。
    - 惠濟河：跨省河流，上游位於河南境內。

  - 西淝河：跨省河流，上游位於河南境內。
  - 潁河：跨省河流，上游位於河南境內。
    - 泉河：跨省河流，上游位於河南境內。
    - 茨河：跨省河流，上游位於河南境內。

  - 史灌河：跨省河流，上游位於河南境內，下游為安徽、河南界河。
    - 史河：跨省河流，下游位於河南境內。

  - 洪河：跨省河流，上游位於河南境內，下游為安徽、河南界河。